# Обермейер, Анна Амелия
Анна Амелия Обермейер-Мов (африк. Anna Amelia Obermeijer-Mauve; 1907—2001) — южноафриканская учёная-ботаник.

## Биография
Анна Амелия Обермейер родилась 30 июля 1907 года в Претории. В 1925 году поступила в Трансваальский университетский колледж (ныне — Университет Претории), где училась у профессора К. Э. Б. Бремекампа. В 1928 году она получила степень бакалавра, в 1931 году — магистра. С 1929 по 1938 год Амелия работала ботаником в Трансваальском музее, сконцентрировавшись на флоре семейства Акантовые, после чего вышла замуж за Антона Мова и почти на 20 лет оставила научные исследования.
В 1957 году Амелия Обермейер-Мов продолжила ботаническую карьеру, получив место в Национальном гербарии. Там она работала над монографиями нескольких родов однодольных растений. В июле 1972 года Амелия ушла не пенсию, однако в октябре вернулась и продолжила работу. В августе 1985 года Обермейер вновь ушла на пенсию и переехала в Кейптаун.
Анна Амелия Обермейер-Мов скончалась 10 октября 2001 года в Кейптауне.
Гербарий Амелии Обермейер хранится в Южноафриканском национальном институте биоразнообразия в Претории (PRE).

## Некоторые научные работы
- Obermeyer, A.A. (1983). Revision of the genus Myrsiphyllum Willd. Bothalia 15: 77—88.

## Некоторые виды растений, названные в честь А. А. Обермейер
- Blepharis obermeyerae Vollesen, 2000
- Lachenalia ameliae W.F.Barker, 1983
- Hemizygia obermeyerae M.Ashby, 1935